# Sukhànovka (Tula)
|  | Per a altres significats, vegeu «Sukhànovka». |

Sukhànovka (en rus: Сухановка) és un poble de l'óblast de Tula, a Rússia, segons el cens del 2010 tenia 105 habitants.